# Шелковников, Александр Бегбутович
Александр Бегбутович Шелковников (17 марта 1870—19 мая 1933) — русский зоолог, ботаник, натуралист, исследователь Закавказья.

## Биография
Сын генерала Бегбута Мартиросовича Шелковникова (1837—1878). Когда отец скоропостижно скончался от тифа, Александру было 8 лет.
В 1881 году Александр был принят в Пажеский корпус в Петербурге, закончил его в 1886 году. Уже в 1892 вышел в отставку и  поселился  в Закавказье в своем имении Гек-тепе (около станции Евлах) в Арешском уезде Елизаветпольской губернии. До 1918 года интенсивно занимался хозяйством, и одновременно вёл широкие исследования природы Закавказья,  собрал большую коллекцию фауны и флоры родного края.
На протяжении двенадцати лет (в 1904-1916 годы), Шелковников принимал участие в ботанических и зоологических экспедициях Кавказского музея в Тифлисе то в качестве научного сотрудника, то будучи руководителем. Его научные выезды прошли  в Ленкоранском уезде, в Муганской, Мильской и Ширванской степях. Он участвовал в больших экспедициях, охвативших в Туркменские и Караногайские степи на  Северном Кавказе, в Верхнюю Сванетию и Западную Мегрелию, в долины рек Кура и Аракс, на озеро Севан. Он предпринял зимний выезд в Абхазию.  В 1916 году на средства Кавказского отделения Русского географического общества он организовал большую Урмийскую экспедицию в Северную Персию (окрестности озера Урмия (ныне Резайе). Кроме него, как руководителя, в экспедиции участвовали геолог В. В. Богачёв, зоолог Н. А. Смирнов, ботаник Н. В. Шипчинский.
Он опубликовал на страницах «Известий Кавказского музея» ряд содержательных статей.
В 1919 году переезжает в Армению, а весной 1920 получает назначение агрономом в Джалал-Оглы (ныне Степанаван). Весной 1922 года Шелковников по поручению Наркомпроса создает Естественно-научный музей при Ереванском Университете. В том же 1922-м (по другим сведениям в 1925) с санкции Наркомзема создаёт Сельско-хозяйственный музей и становится его директором. (Единственным сотрудником был препаратор, впоследствии известный орнитолог, Г. В. Соснин). В 1927 году под руководством Шелковникова в Ереване основан Ботанический сад, который в 1930 отделяется от музея. А. Б. Шелковников остался директором музея переименованного в Естественно-исторический.  В 1922 году собрал гербарий Армении, который позже стал частью Института ботаники Национальной академии наук Армении. Некоторое время Шелковников работал в Министерстве сельского хозяйства Армении. Его коллекции, в основном, зоологические и ботанические образцы из Грузии, Армении и Азербайджана, хранятся в разных городах бывшего Советского Союза, в частности в Ереване, Санкт-Петербурге и Москве.
К числу ботанических открытий Шелковникова относят - обнаружение обширных зарослей лотоса на разливах Аракса, находку джузгуна Палласа в Караногайских степях (никем после Палласа не найденного в Предкавказье), обнаружение платана восточного в Зангезуре. Именем Шелковникова названы кавказские виды Orchis, Lythrum, Iris. 
За время работы в Естественно-историческом музее экспедиции Шелковникова охватили всю территорию Армении и Нахичевани. С 1923 по 1932 годы им были исследованы долина реки Аракс, гора Алагез (Арагац), Паракарский, Котайкский, Ахталинский, Алавердский районы и Зангезур, озеро Айгер-лич и его окрестности, бассейны рек Веди-чай, Мисхана и других. 
Начиная с лета 1923 года Шелковников экспедиции, проводимые Сельскохозяйственным музеем и Ботаническим садом Армении в районе озера Севан. Он детально исследовал фауну и флору Севанского побережья. Результаты его работы приобрели фундаментальное значение. С сентября 1926 год начала работать большая Закавказская экспедиция АН СССР, возглавляемая академиком Ф. Ю. Левинсон-Лессингом. Геоботанические исследования в бассейне озера Севан проходили под руководством член-корра Академии наук СССР Н. И. Кузнецова, а начальником отряда, проводившем непосредственные полевые работы, был  А. Б. Шелковников. В составе этого отряда работали ботаник и зоолог, соответственно Э. Н. Кара-Мурза и Г. В. Соснин. В сезоны 1927 и 1928 годов прошли комплексные экспедиции по изучению флоры бассейна озера, в том числе и распространения уцелевшей лесной растительности. Была изучена орнитофауны Севана, служившего местом гнездования большого количества птиц. В 1932 году был учреждён Севанский музей, этот музей провел  зоологическую экспедицию на озере Севан. Результаты экспедиций были опубликованы в сборниках трудов «Бассейн озера Севан (Гекча)», в «Отчетах Академии наук СССР», и в статьях самого Александра Бегбутовича Шелковникова.
Александр Борисович был постоянным корреспондентом Зоологического музея АН СССР, состоял членом Русского географического общества, представителем научно-исследовательской секции Комитета по изучению и охране природы Армении при Наркомземе республики.
Имя А. Б. Шелковникова увековечено в более чем 40 новых таксонах животных и растений Кавказа.
В начале 1930-х годов  А. Б. Шелковников был арестован за  приверженность теоретическим взглядам известных русских экономистов-аграрников Н. Д. Кондратьева, А. В. Чаянова, А. Н. Челинцева, его обвинили в принадлежности к армянской ветви ТКП. Он был арестован по аналогичным обвинениям вместе с многими другими специалистами народного хозяйства Армении, в том числе с X. Авдалбекяном, А. Атанасяном, С. Камсараканом, Г. Кочаряном, Б. Мамяном, О. Пирумяном, А. Серебрякяном и другими.  После почти года  в тифлисской тюрьме Шелковников был отпущен в Ереван, где он вскоре,  19 мая 1933 года, скончался от инфаркта.

## Семья
- Жена — ?
  - Сын — Бебут Александрович Шелковников (27 марта (ст. ст.) 1897—1974[4]), выпускник Тенишевского училища (январь 1917), химик, искусствовед по стеклу и фарфору, сотрудник Эрмитажа.

## Эпонимы
Более 30 видов растений были названы в его честь, а также около 20 видов беспозвоночных животных. А также: 
- Полёвка Шелковникова (Microtus schelkovnikovi) обитает в горах Азербайджана и на северо-западе Ирана,
- Кутора Шелковникова (Neomys schelkovnikovi) живёт в Грузии, Армении, Азербайджана и на северо-востоке Турции.